# L'Oratori (Coll de Nargó)
L'Oratori és una muntanya de 1.754 metres que es troba al municipi de Coll de Nargó, a la comarca de l'Alt Urgell.
Aquest cim està inclòs al llistat dels 100 cims de la FEEC